# Babesia
Babesia er en malarialignende parasit, som kan inficere dyr og mennesker, og medføre sygdommen Babesiose. Sygdommen kan overføres til mennesker via flåtbid, fra moder til foster i forbindelse med graviditet og via blodtransfusion. Babesia er almindelig i det nordøstlige USA. Parasitten forekommer også i flåter i Danmark.[kilde mangler]

## Babesiose
Symptomerne på babesiose minder om malaria-symptomer, bl.a. feber, kulderystelser, muskel- og ledsmerter, blodmangel og blodig urin. Men det er også muligt at have sygdommen uden symptomer.

### Test for babesiose
- Blodudstrygning (negativt resultat udelukker ikke Babesia)
- FISH (Fluorescent In-Situ Hybridization)
- Western Blot, immunblot
- ELISA (IgM, IgA, IgG)
- PCR

Patienten kan sagtens have babesiose, selvom der ikke er tegn på infektion i blodprøverne. Parasitten er svær at finde, og antistoftest og PCR for Babesia viser ikke altid tegn på parasitten, selvom patienten har babesiose. Bemærk, at der findes flere hundrede arter af diverse flåt-/vektorbårne sygdomme, hvorfor en test ikke kan udelukke sygdom, når den kun tester for få undertyper.[kilde mangler]

### Co-infektioner
Ved klinisk mistanke om borreliose eller anden flåt-/vektorbåren sygdom er det en god idé at teste for Babesiose, da en del patienter med borreliose er smittet med flere såkaldte co-infektioner, heriblandt babesia.[kilde mangler] Eksempelvis kan der testes for:
- Borrelia
- Babesia
- Bartonella
- Mycoplasma Pneumoniae
- Mycoplasma Haemofelis
- Chlamydia Pneumoniae
- Rickettsia
- Ehrlichia
- Anaplasma
- Toxoplasma
- Francisella tularensis
- Syfilis
- TBE (Tick Borne Encephalitis)
- HIV/AIDS